# 蘇雷亞尼
蘇雷亞尼是愛沙尼亞維爾揚迪縣北萨卡拉市镇内的非独立市，位於該國中南部，曾是原蘇雷亞尼市鎮的行政中心。距離維爾揚迪25公里，海拔高度73米，面積2.22平方公里，2009年人口1,143。

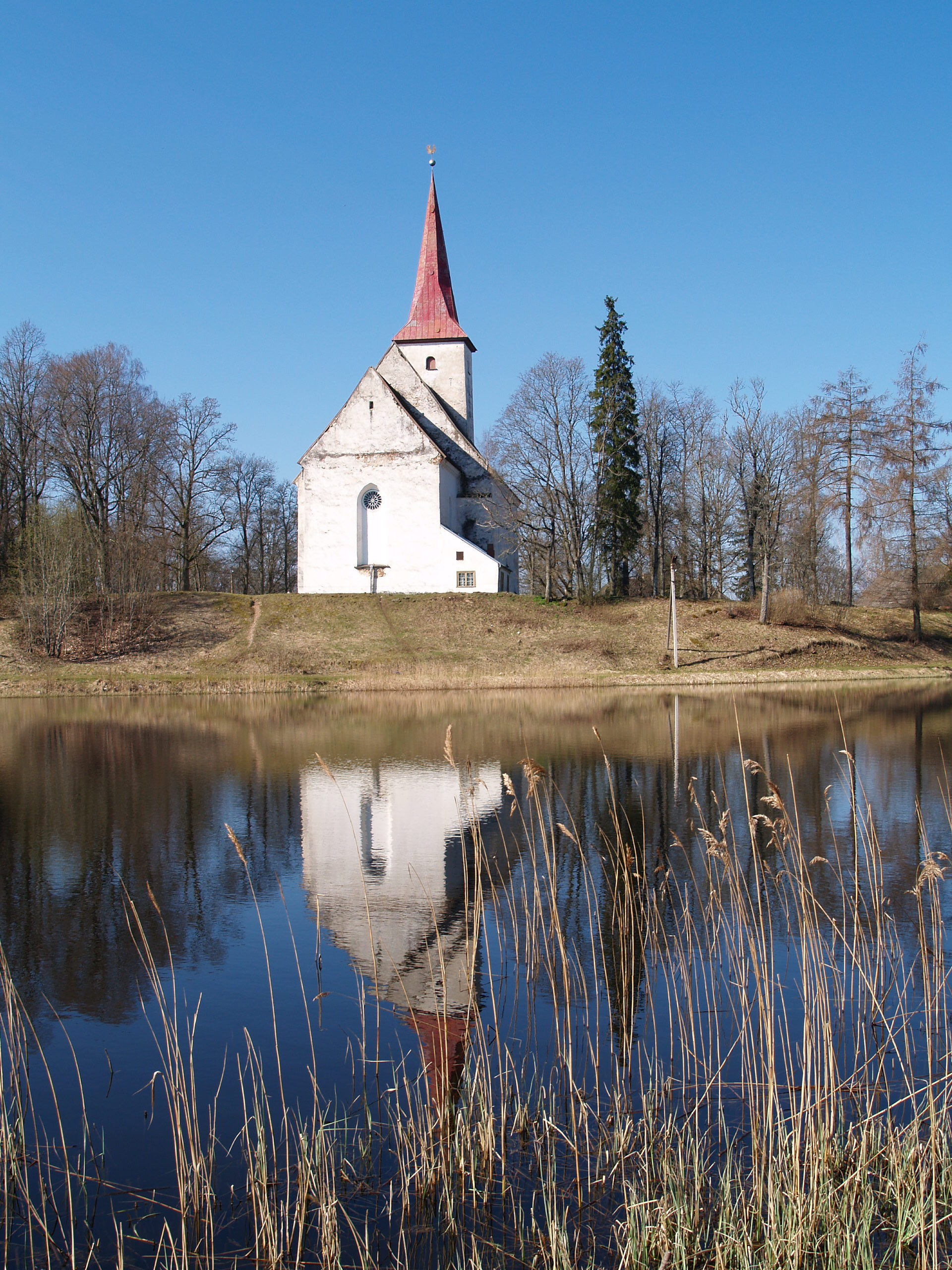
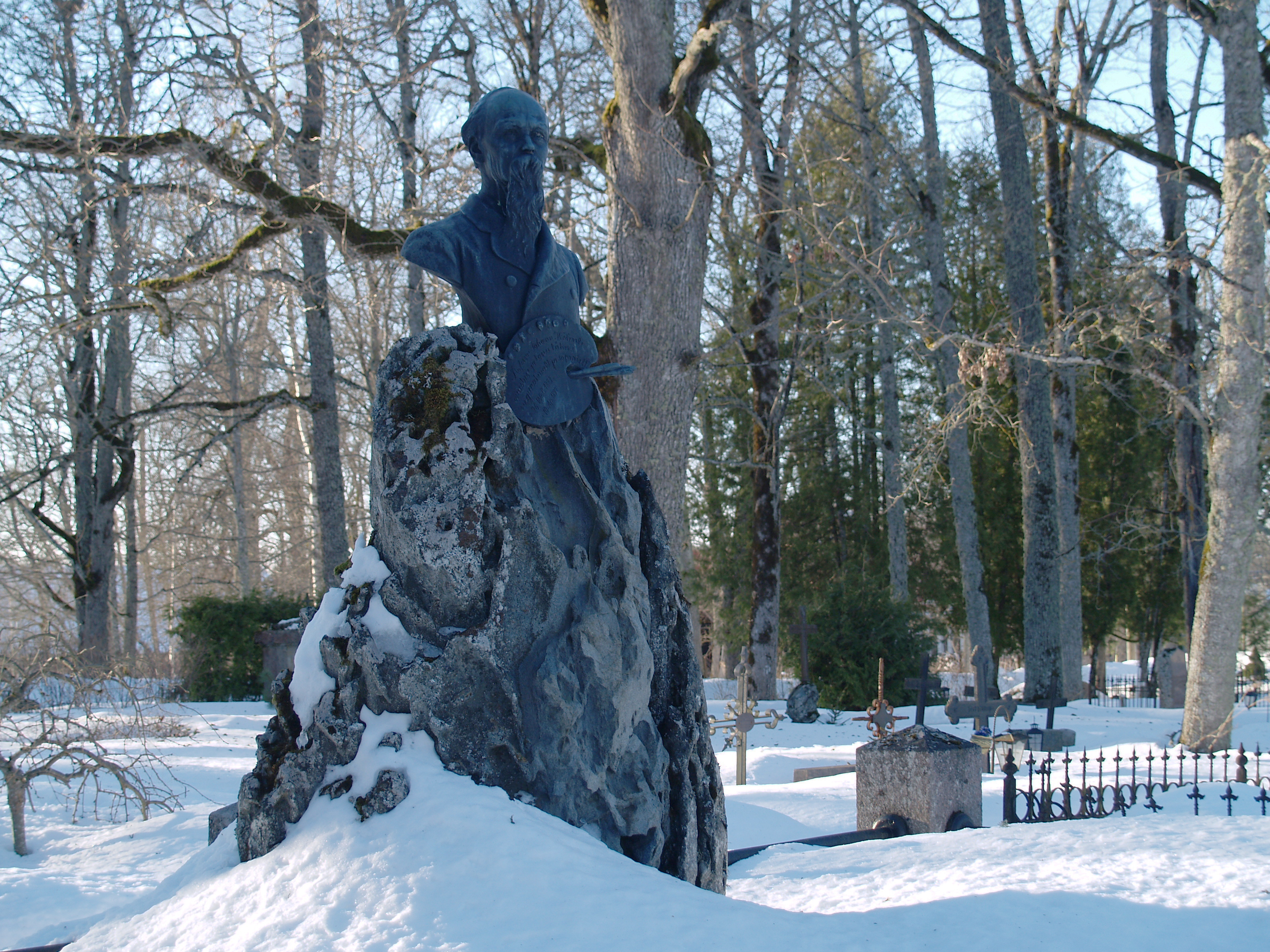
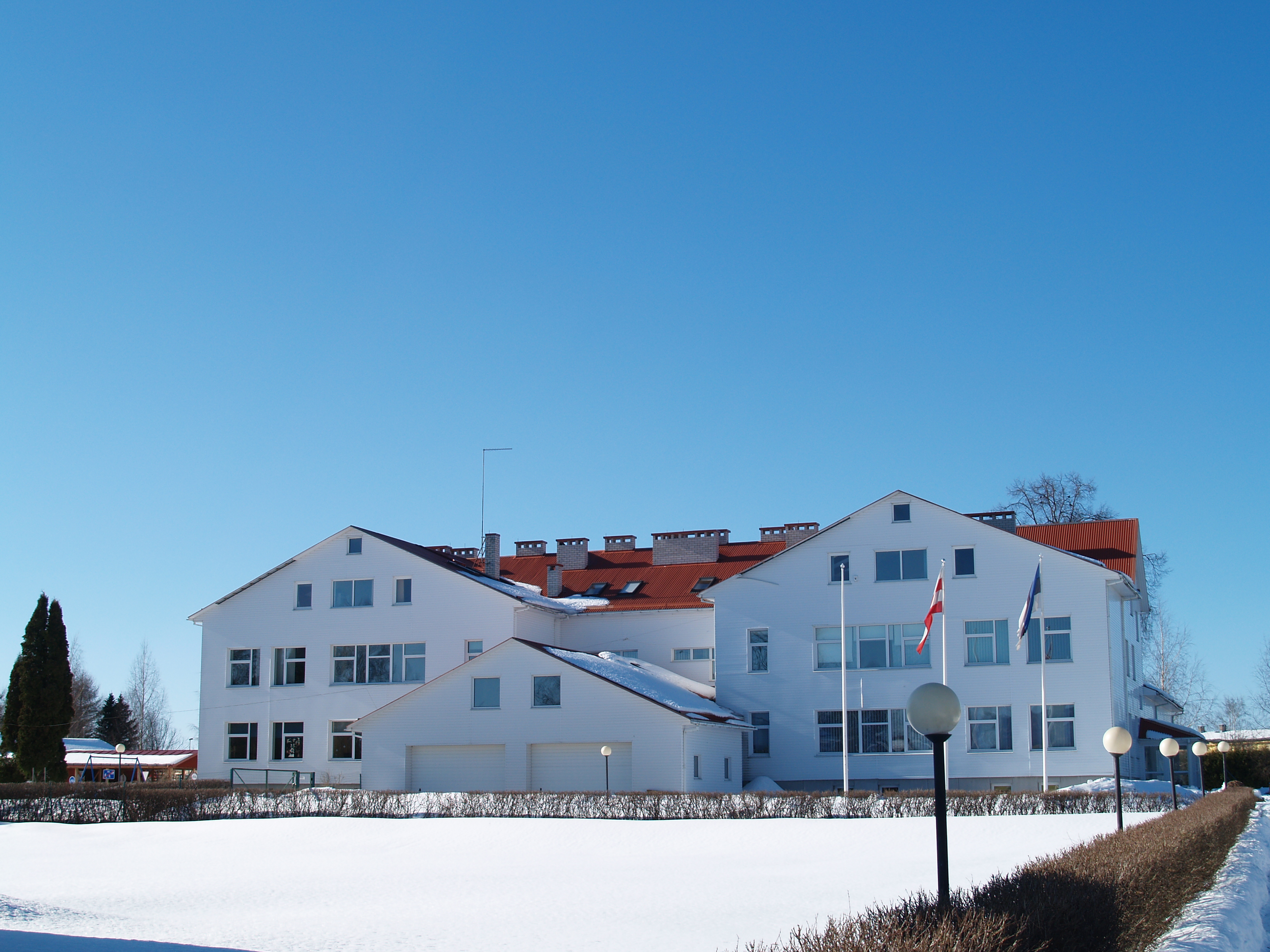
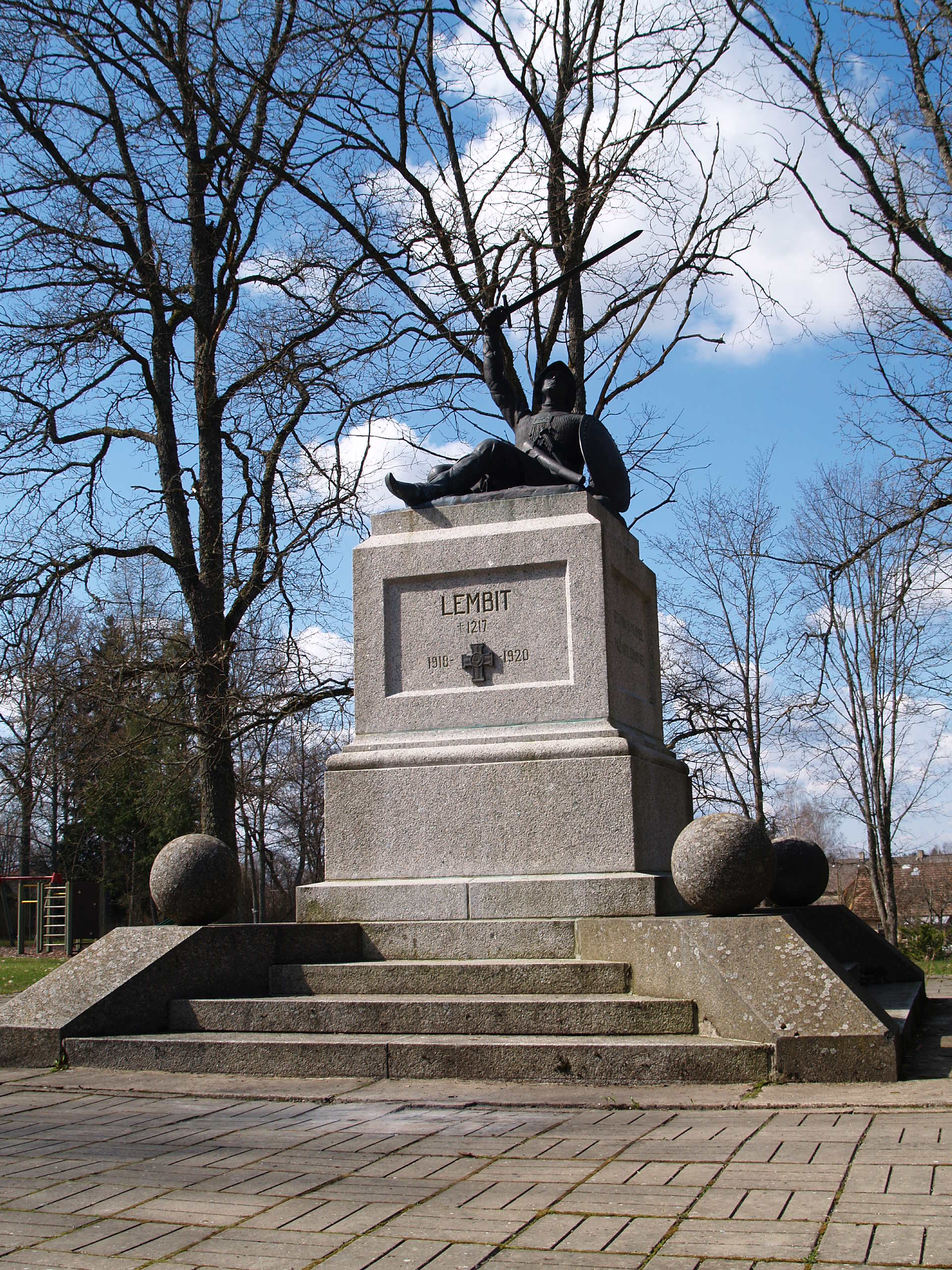
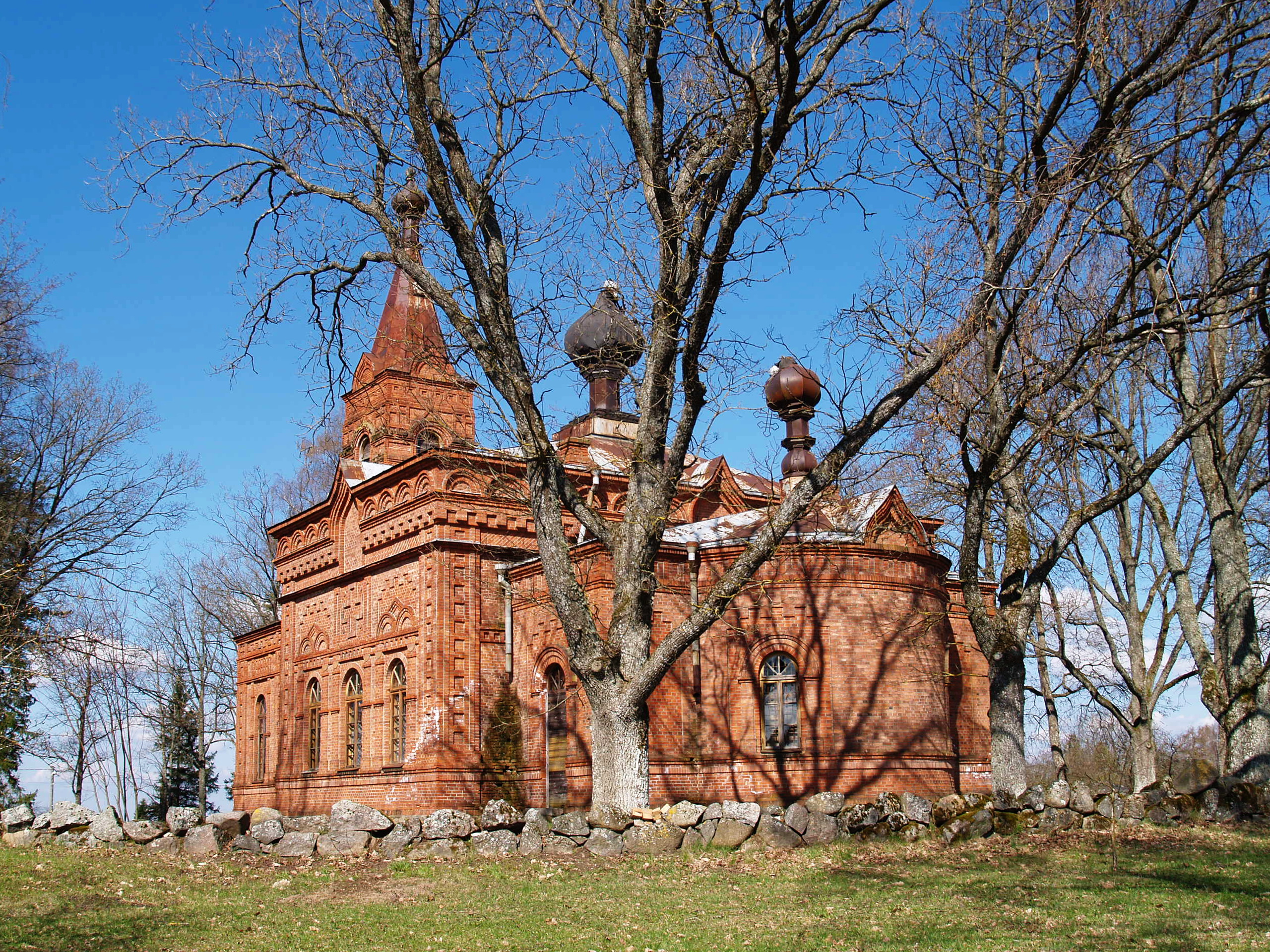

## 外部連結
- 北萨卡拉市镇官方网站 （页面存档备份，存于） （文）